# Ulisse (poesia)
Ulisse è una poesia di Umberto Saba, pubblicata nella raccolta Mediterranee del 1948.
Nella poesia l'autore si identifica con il personaggio di Ulisse così come fu rappresentato da Dante nella Divina Commedia, che dopo la conclusione delle vicende narrate nell'Odissea, parte nuovamente per nuove scoperte.
Nella prima parte sono citati gli "isolotti",  belli da vedere, ma fonti di pericoli da sfuggire per i marinai, che si spostano più al largo. Nella seconda parte l'autore parla al presente della sua vecchiaia, che non lo ferma: anch'egli, come Ulisse, continua a navigare, accettando nuovi rischi e rifiutando il porto, ovvero il rifugio.